# ラブランド (コロラド州)
ラブランド（Loveland）は、アメリカ合衆国コロラド州のラリマー郡にある都市。デンバーの北80キロメートルに位置している。人口は7万7884人（2022年）。

## 地理
郡庁があるフォートコリンズの南に位置しており、郊外都市の性格が強い。

## 歴史
1877年、鉄道の開通に合わせて設立された。「ラブランド」は鉄道会社の社長の名字である。入植者の多くは農家でサクランボやテンサイの畑を開拓した。1881年に法人化し、ラブランド市が誕生した。